# Могаричов Юрій Миронович
Юрій Миронович Могаричов (10 березня 1964 або 1964 , Генічеськ, Херсонська область ) — радянський, український та російський історик. Доктор історичних наук (1998), професор. Завідувач кафедри соціальної та гуманітарної освіти Кримського республіканського інституту постдипломної педагогічної освіти. Автор понад 300 наукових та науково-популярних робіт. Лауреат премії Автономної республіки Крим (2009). Депутат Верховної Ради Автономної Республіки Крим п'ятого скликання.

## Біографія
Народився 10 березня 1964 року у місті Генічеськ Херсонської області. 1986 року закінчив історичний факультет Сімферопольського державного університету ім. М. В. Фрунзе (нині — ТНУ ім. В. І. Вернадського). З вересня по жовтень 1984 року — лаборант експедиції Інституту археології АН УРСР. З жовтня 1986 по жовтень 1994 року — молодший науковий співробітник, завідувач відділу, заступник директора з науки Бахчисарайського державного історико-культурного заповідника. У жовтні 1994 року — директор Науково-дослідного центру кримознавства при Державному комітеті Криму з охорони та використання пам'яток історії та культури. З жовтня 1994 по травень 1998 року — голова Республіканського комітету Автономної Республіки Крим з охорони та використання пам'яток історії та культури. З серпня 1999 по вересень 2007 року — професор Кримського економічного інституту Київського національного економічного університету. З вересня 2007 — професор Кримського республіканського інституту постдипломної педагогічної освіти.
Був членом Всеукраїнського об'єднання «Батьківщина». У 2006—2011 роках — депутат Верховної Ради Автономної Республіки Крим п'ятого скликання. Секретар депутатської фракції Верховної Ради Автономної Республіки Крим «Блок Юлії Тимошенко». З жовтня 2009 до березня 2010 року — голова Постійної комісії Верховної Ради Криму з культури, справ молоді та спорту.
Після анексії Криму Російською Федерацією набув російське громадянство. Провідний науковий співробітник Інституту археології Криму РАН. Член редколегії наукового журналу Інституту археології Криму РАН «Історія та археологія Криму».

## Наукова діяльність
Кандидатську дисертацію на тему: «Печерні споруди середньовічних городищ Південно-Західного Криму» захистив у спеціалізованій вченій раді Інституту історії матеріальної культури РАН (науковий керівник А. Г. Герцен). Кандидат історичних наук із 1992 року. 1998 року там само захистив докторську дисертацію на тему: «Візантійська скельна архітектура Гірського Криму». Основною сферою наукових інтересів є: скельна архітектура середньовічного Криму, історія Кримського півострова «Хазарського часу» (VIII—X ст.), історія християнства в середньовічному Криму.

## Нагороди та звання
- Премія Автономної Республіки Крим у номінації «Освіта» за навчальний посібник «Візантійський Крим (Крим у VI—XII ст.)» (2009)
- Почесне звання «Заслужений працівник освіти Автономної Республіки Крим» (2011)[3].

## Родина
Одружений. Син — Костянтин Юрійович Могаричов, кандидат історичних наук.

## Вибрана бібліографія
- Печерні споруди середньовічних городищ південно-західного Криму (питання класифікації, хронології, інтерпретації) // Проблеми історії «печерних міст» у Криму. Сімферополь, 1992. С. 5—132;
- Печерні церкви Таврики. Сімферополь, 1997. 348 с;
- «Печерні міста» у Криму. Сімферополь, 2005. 192;
- Житіє Іоанна Готського в контексті історії Криму «хазарського періоду». Сімферополь, 2007. 346 с. (у співавторстві з А. В. Сазановим та А. К. Шапошниковим);
- Візантійський Крим. (Крим у VI—XII ст.). Навчальний посібник. Сімферополь, 2008. 236 с.;
- Житіє Стефана Сурозького в контексті історії Криму іконоборчого часу. Сімферополь, 2009. 334 с. (у співавторстві з А. В. Сазановим, Є. В. Степановою, А. К. Шапошниковим);
- Житія єпископів Херсонських у контексті історії Херсонесу Таврійського. — Харків, 2012. 416 с. (у співавторстві з А. В. Сазановим, Т. Е. Саргсяном, С. Б. Сорочаном, А. К. Шапошниковим);
- Православні святі середньовічної Тавриди. Сімферополь, 2012. 240 с.; Середньовічний Крим (VI — середина XIII ст.): історія, релігія, культура. Сімферополь, 2014 року. 240 с.;
- Крим у «хазарські» часи (VIII — середина X ст.): питання історії та археології. М: Неоліт, 2017. 744 с. (у співавторстві з А. В. Сазановим та С. Б. Сорочаном);
- «Печерні міста» Гірської Південно-Західної Таврики в описі А. С. Уварова. Сімферополь: Бізнес Інформ, 2019. 344 с.